# Thomas Stanley, 2. Baron Monteagle
Thomas Stanley, 2. Baron Monteagle (* 25. Mai 1507; † 25. August 1560), war ein englischer Peer.
Er war der Sohn und Erbe des Edward Stanley, 1. Baron Monteagle, aus dessen zweiter Ehe mit Elizabeth Vaughan. Beim Tod seines Vaters 1523 beerbte er diesen als 2. Baron Monteagle.
In erster Ehe heiratete er um 1528 Lady Mary Brandon († 1544), Tochter des Charles Brandon, 1. Duke of Suffolk. Nach dem Tod seiner ersten Gattin heiratete er in zweiter Ehe Helen Preston († vor 1571), Witwe des Sir James Leyburne. Aus erster Ehe hatte er einen Sohn, William Stanley, der ihn 1560 als 3. Baron beerbte. Des Weiteren hatte er eine Tochter, Anne Stanley, die Sir John Clifton heiratete und deren Sohn Sir Gervase Clifton 1608 Baron Clifton wurde; aus welcher seiner Ehen diese Tochter stammt, ist unklar.
Anlässlich der Krönung von Anne Boleyn schlug ihn König Heinrich VIII. am 30. Mai 1533 zum Knight of the Bath.
1536 unterstützte er seinen Verwandten Edward Stanley, 3. Earl of Derby, bei der Niederschlagung der als „Pilgrimage of Grace“ bekannten katholischen Rebellion.